# Cambridge Analytica
Cambridge Analytica LLC (CA) là một công ty tư nhân chuyên về khai phá dữ liệu, môi giới dữ liệu, và phân tích dữ liệu với truyền thông chiến lược chuyên dụng cho quá trình bầu cử. Công ty được thành lập vào năm 2013 như là một nhánh của công ty mẹ của Anh SCL Group để tham gia vào chính trị Hoa Kỳ. Trong năm 2014, CA đã tham gia vào 44 cuộc đua chính trị Mỹ. Một phần của công ty thuộc quyền sở hữu của gia đình Robert Mercer, một nhà quản lý quỹ đầu tư của Mỹ ủng hộ các chính sách bảo thủ. Công ty duy trì văn phòng tại Luân Đôn, Thành phố New York, và Washington, D.C.
Vào năm 2015, công ty được biết đến như là công ty phân tích dữ liệu làm việc ban đầu cho chiến dịch tranh cử tổng thống của Ted Cruz. Năm 2016, CA làm việc cho chiến dịch tranh cử tổng thống của Donald Trump, và chiến dịch Leave EU để Vương quốc Anh rút khỏi Liên minh châu Âu. Vai trò của CA trong các chiến dịch đó đã gây tranh cãi và là đối tượng điều tra hình sự liên tục ở cả hai quốc gia. Các nhà khoa học chính trị nghi ngờ tuyên bố của CA về tính hiệu quả của các phương pháp của công ty nhắm vào cử tri.
Vào ngày 17 tháng 3 năm 2018, The New York Times và The Observer báo cáo về việc sử dụng thông tin cá nhân của Cambridge Analytica từ Facebook, mà không có sự cho phép của người dùng, do một nhà nghiên cứu bên ngoài đã tuyên bố thu thập nó vì mục đích học thuật. Để đáp lại, Facebook đã cấm Cambridge Analytica quảng cáo trên nền tảng này. The Guardian tiếp tục báo cáo rằng Facebook đã biết về sự vi phạm bảo mật này trong hai năm nhưng đã không làm gì để bảo vệ người dùng của mình.
Một loạt các video điều tra bí mật được phát hành vào tháng 3 năm 2018 cho thấy Giám đốc điều hành của Cambridge Analytica, Alexander Nix, đã tự hào về việc sử dụng gái mại dâm, bẫy đối thủ phạm tội, và bẫy tình để làm mất uy tín các chính trị gia đối lập mà họ tiến hành các nghiên cứu. Nix cũng tuyên bố rằng công ty "chạy tất cả (chiến dịch kỹ thuật số của Donald Trump)", bao gồm cả các hoạt động bất hợp pháp có thể xảy ra. Ủy viên Thông tin Vương quốc Anh đã yêu cầu một trát của tòa để được quyền truy cập tìm kiếm trên các máy chủ của công ty này. Công ty tuyên bố phá sản ngày 2/5/2018 sau khi bị công kích mạnh mẽ từ dư luận và không thể lấy lại lòng tin từ khách hàng.